# Ferdinand Grün
Ferdinand Grün (* 30. November 1886 in Diedesfeld; † 14. Dezember 1968) war ein hessischer Politiker (Zentrum, CDU) und ehemaliger Abgeordneter des Hessischen Landtags.
Ferdinand Grün besuchte die Volksschule und die Akademie der Arbeit in Frankfurt am Main. Er arbeitete als Arbeitersekretär, Regierungsrat und als Leiter des Arbeitsamtes Wiesbaden.
Seit 1908 Mitglied der Zentrumspartei. Für diese war er von 1919 bis 1931 Stadtverordneter und von 1931 bis 1933 ehrenamtlicher Stadtrat in Wiesbaden. Nach der Machtergreifung der Nationalsozialisten konnte er seine politische und gewerkschaftliche Arbeit nur im Untergrund fortsetzen. Im August 1944 wurde er festgenommen.
Nach dem Zweiten Weltkrieg gehörte er zu den Gründern der CDU Hessen. Er war von 1946 bis 1953 erneut Stadtverordneter, von 1953 bis 1956 ehrenamtlicher Stadtrat 1956 Stadtältester in Wiesbaden.
Vom 15. Juli 1946 bis zum 30. November 1946 war er Mitglied der Verfassungberatenden Landesversammlung Groß-Hessen und vom 1. Dezember 1946 bis zum 30. November 1950 Mitglied des Hessischen Landtags. 1949 war er Mitglied der 1. Bundesversammlung.